# Cian Bornebusch
Maria Cecilia Bornebusch, mer känd som Cian Bornebusch, född 28 januari 1959 i S:t Johannes församling i Stockholm, är en svensk scenograf, kostymtecknare och rekvisitör. Hon nominerades till bästa scenografi för The Stig-Helmer Story vid Guldbaggegalan 2012.
Hon är dotter till krögaren Peder Bornebusch och Anita Bornebusch Galli, (född Norrman, född 1938), samt äldre halvsyster till skådespelaren Claudia Galli och sondotter till regissören Arne Bornebusch.
Åren 1976–1987 var hon sambo med krögaren Per Långöe-Christiansen (född 1955) och därefter från 1987 med skådespelaren och företagaren Peter Alvérus (född 1953). Bland hennes barn märks skådespelaren Josephine Bornebusch (född 1981) som hon har tillsammans med Långöe-Christiansen.

## Filmografi i urval
- 1984 – Växelverkan (kläder)
- 1986 – Morrhår och ärtor (rekvisita)
- 1987 – Hockeybilder (klädassistans)
- 1987 – En film om kärlek (rekvisita)
- 1994 – Yrrol (som attributör)
- 1996 – Att stjäla en tjuv (scenografi)
- 1997 – Under ytan (scenografi)
- 1999 – Fatimas tredje hemlighet (scenografi, kläder)
- 2000 – Järngänget (scenografi)
- 2002 – Utanför din dörr (produktionsdesign)
- 2003 – Elina – som om jag inte fanns (scenografi)
- 2004 – Hip hip hora! (scenografi)
- 2005 – Den bästa av mödrar (scenografi)
- 2006 – Offside (scenografi)
- 2006 – Lilla Jönssonligan & stjärnkuppen (övrig medarbetare)
- 2007 – Den nya människan (scenografi)
- 2008 – Rallybrudar (scenografi)
- 2008 – Iskariot (scenografi)
- 2009 – Jenny ger igen (scenografi)
- 2011 – The Stig-Helmer Story (scenografi)
- 2011 – Iris (scenografi, rekvisita)
- 2012 – De närmaste (scenografi)
- 2012 – Cockpit (scenografi)
- 2015 – Prästen i paradiset (rekvisita, medverkan)
- 2015 – I nöd eller lust (scenografi)